# Francesc d'Assís Planas Doria
Francesc d'Assís Planas Doria (Sabadell, 6 de desembre de 1879 – Barcelona, 29 de desembre de 1955) va ser un pintor català postimpressionista.

## Biografia artística
El seu primer mestre a Sabadell fou Joan Vila Cinca. Posteriorment estudià a la Real Academia de Bellas Artes de San Fernando de Madrid i a l'Escola de Belles Arts de Sant Jordi (Llotja) de Barcelona amb els mestres Josep Calbó i Antoni Caba. Completà estudis a Brussel·les. Entre els seus mestres també s'esmenta a Joaquim Mir i Santiago Rusiñol.
Durant els primers anys compaginà els negocis familiars amb la pintura. El 1921 exposà per primera vegada conjuntament amb un altre pintor al Saló Serra de Barcelona i formà part de l'exposició anual col·lectiva de l'Acadèmia de Belles Arts de Sabadell, repetint els anys següents. En la de l'any 1925 hi va exposar un paisatge de Santa Perpètua de la Mogoda.
Així mateix, va prendre part de l'Exposició Nacional de Belles Arts de Madrid del 1922, amb un oli titulat Montseny. En el catàleg d'aquesta exposició consta que en aquell moment vivia al carrer Arc de Sant Ramon, 5, de Barcelona.
El 1926 exposà individualment per primera vegada a la Sala Parés de Barcelona. L'any 1930 va participar en l'exposició Barcelona vista pels seus artistes, organitzada pel Reial Cercle Artístic, on va presentar tres obres que representaven vistes del carrer dels Canvis Vells, del carrer de les Caputxes i de la Via Laietana. El 1931 abandonà l'activitat mercantil per dedicar-se exclusivament a la pintura, fins a la seva mort el 1955.
L'any 1936 va prendre part novament a l'Exposició Nacional de Belles Arts de Madrid, en la qual va presentar les obres Sol a la villa i La Rambla.

## Biografia familiar
La família Planas tenia extenses propietats a Les Corts (la masia i els terrenys del Barça), Sant Martí de Provençals i Badalona. El seu pare es dedicava als negocis a Sabadell.
El 1907 es casà amb Assumpció Viloca Puig, filla d'un industrial tèxtil de Sabadell. Els seus descendents són dues filles i cinc nets. De tots, l'única que es dedica a les arts és la neta Glòria Rognoni, actriu, dramaturga i directora teatral.

## Càrrecs i distincions
El 1921 guanyà dos premis al concurs Barcelona vista pels seus artistes. El 1935 obtingué el Premi d'honor al Salón de Otoño de Madrid. El 1936 va ser nomenat president del Reial Cercle Artístic de Barcelona i el 1942 vicepresident de l'Agrupació d'Aquarel·listes de Catalunya.
En acabar la Guerra civil (1936-1939) s'incorporà com artista a la Junta d'Obres de la Basílica del Pi de Barcelona per a la seva reconstrucció. El 1946 l'Ajuntament de Sabadell li concedí la Medalla d'Argent de la ciutat.

## L'obra
Planas Doria deia d'ell mateix que era un paisatgista urbà. Dedicat sempre a l'art figuratiu, el 1926 va escriure: “L'art nou no em crec pas autoritzat a jutjar-lo, però dec dir-vos d'una manera clara i terminant, que a mi no m'agrada, i si algun dia veiéssiu que jo el pinto, penseu que no sóc jo” El 2005, amb motiu del cinquantenari de la mort de l'artista, el crític Arnau Puig titulà la seva conferència al Reial Cercle Artístic: “De Claudi de Lorena i el paisatge escenogràfic al paisatge natural de Planas Doria”. Destacava que els mestres de Planas Doria a Llotja eren escenògrafs, i que les obres del pintor traspuaven aquesta influència tant en els enquadraments com en la llum.
El periodista Plàcid García-Planas el 2006, fent referència a Planas Doria, escrigué a “La Vanguardia” l'article “El pintor de fàbriques”. Segons ell “poquíssims artistes catalans - per no dir cap – va pintar tants vapors i tants alts forns. I, potser el que és més interessant, en poques biografies catalanes l'art i la indústria estan tan ben compenetrats”. En el període entre 1912 i 1931 va realitzar diverses obres amb temes de Montcada i Reixac, incloent una pintura de la fàbrica Asland situada en aquest municipi.
Referint-se a aquesta obra Francesc Fontbona, de l'Institut d'Estudis Catalans, escrigué: “D'un tema positivament lleig en fa una pintura brutalment bella, que no desentonaria a cap antologia de la pintura del seu temps”
L'any 1930 va participar en l'exposició Barcelona vista pels seus artistes, organitzada pel Reial Cercle Artístic, que es va fer al Palau d'Arts Decoratives de Barcelona, en la qual va presentar tres obres: Carrer dels Canvis Vells (núm. cat. 80), Carrer de les Caputxes (núm. cat. 81) i Via Laietana (núm. cat. 82).
Als anys quaranta va presentar exposicions individuals a l'Acadèmia de Belles Arts de Sabadell (1942 i 1946) i va participar en diferents col·lectives organitzades per aquesta entitat. Igualment, l'any 1942 va prendre part en l'Exposició Nacional de Belles Arts que es va fer a Barcelona, i el 1953 va participar en la primera edició del Saló Biennal de Belles Arts, que es va exposar a la Caixa d'Estalvis de Sabadell.
Planas Doria tingué una excel·lent acollida al País Basc precisament per la llum mediterrània amb què veia els paisatges cantàbrics. El crític Ricard Mas escrigué “amb places fortes a Barcelona, Bilbao i Madrid, on exposa paisatges i vistes urbanes d'arreu d'Espanya, principalment de Catalunya i del País Basc”.
Es tenen documentades exposicions a Londres i a Buenos Aires, i se li dedicaren cinc exposicions pòstumes.
Des de fa molts anys se subhasten regularment obres seves. El maig del 2013 en subhastaren l'obra "Plaça de Sant Joan de Solsona” a la sala “Ankara Antikacilik” d'Ankara (Turquia).
Es conserva obra de Planas Doria al Museu Municipal Vicenç Ros de Martorell, al Museu de l'Empordà (Figueres), al Museu de Valls i al Museu d'Art de Sabadell.

## L'arxiu Planas Doria
El 2005 es creà l'arxiu Planas Doria. La seva missió era catalogar totes les obres de l'artista de les que se'n tingués coneixement i conservar-ne tots els documents i records. A cada obra catalogada se li assignava un número de referència i se'n registraren títol, mides, tècnica, data, foto i suport pictòric. Ja s'han ultrapassat les 1.300 referències. Els propietaris d'obres de Planas Doria poden adreçar-se a l'arxiu per comprovar si les obres que en posseeixen tenen número de referència i, si cal, demanar-lo.

## L'Associació Planas Doria
El 2010 es constituí formalment l'Associació Planas Doria. La seva missió era preservar la memòria de l'artista i promoure tot tipus d'iniciatives que permetessin una major difusió i coneixement de la seva personalitat. El president de l'Associació és Víctor Obach, net gran del pintor.